# Mezinárodní legie územní obrany Ukrajiny
Mezinárodní legie územní obrany Ukrajiny (ukrajinsky Інтернаціональний легіон територіальної оборони України), zkráceně Mezinárodní legie (ukrajinsky Інтернаціональний легіон), nazývaná běžně také jako Ukrajinská cizinecká legie, je vojenský útvar Ukrajinských pozemních sil skládající se ze zahraničních dobrovolníků. Byla vytvořena ukrajinskou vládou na žádost prezidenta Volodymyra Zelenského za účelem posílení obrany Ukrajiny během ruské invaze v roce 2022.

## Síla a organizace
Kacper Rękawek, výzkumník zahraničních bojovníků na Ukrajině, zdůraznil, že velký počet dobrovolníků oznámených Ukrajinou byli „lidé, kteří se přihlásili, kteří se dostali do kontaktu s ukrajinským velvyslanectvím“, a ne nutně počet zahraničních bojovníků na Ukrajině.
Dne 3. března 2022 Zelenskyj oznámil, že do Mezinárodní legie se pokusilo vstoupit 16 000 zahraničních dobrovolníků.
Dne 7. března 2022 ukrajinský ministr zahraničí Dmytro Kuleba uvedl, že k boji za Ukrajinu se dobrovolně přihlásilo více než 20 000 dobrovolníků z 52 zemí. O domovských zemích dobrovolníků se nezmínil s tím, že některé ze zemí zakazují svým občanům bojovat za jiné země. Neupřesnil také, kolik zahraničních dobrovolníků na Ukrajinu dorazilo.
Vyšetřování New York Times a VICE z počátku roku 2023 však zjistilo, že počet zahraničních bojovníků je mnohem nižší a uvádí, že ve skutečnosti podporuje Kyjev pouze 1 500–2 000 zahraničních bojovníků. Marco Bocchese, odborný asistent mezinárodních vztahů na Webster Vienna Private University, označil tvrzení 20 000 dobrovolníků za „čistou propagandu“.
Rekruti s předchozími vojenskými zkušenostmi popsali legii jako nedostatečně vedenou, což vedlo ke zbytečným ztrátám.

### Vládní uznání státních příslušníků sloužících v Mezinárodní legii
Začátkem března 2022 poradce francouzské vlády potvrdil, že na Ukrajině je tucet francouzských státních příslušníků, kteří se pravděpodobně připojili k Mezinárodní legii.
Na první fotografii Mezinárodní legie distribuované ukrajinskými ozbrojenými silami byli lidé ze Spojeného království, z Mexika, Spojených států amerických, Indie, Švédska a Litvy. Ukrajinské ministerstvo zahraničí prostřednictvím videorozhovorů na svém Twitteru potvrdilo identitu a původ belgického a finského dobrovolníka.
Dne 9. března 2022 National Post oznámil, že anonymní zástupce Mezinárodní legie územní obrany Ukrajiny potvrdil, že v kanadské ukrajinské brigádě bylo 550 Kanaďanů bojujících na Ukrajině. Belgická ministryně obrany Ludivine Dedonderová 15. března 2022 potvrdila, že jeden belgický voják rezignoval a další dezertoval, aby mohl vstoupit do Mezinárodní legie.
Bývalý novozélandský ministr obrany Ron Mark uvedl, že v legii bojuje asi 20 Novozélanďanů.

## Struktura
| nášivka | název                               | popis |
| ------- | ----------------------------------- | --- |
|         | Kanadsko-ukrajinská brigáda         | Ukrajinci z Kanady |
|         | Normanská brigáda                   | neoficiální část legie tvořená vojenskými veterány z Kanady, Spojeného království, Spojených států, Dánska, Norska, Německa, Austrálie, Nového Zélandu, Francie, Polska a Jižní Afriky |
|         | Prapor Omega                        | Američané |
|         | Prapor Džochara Dudajeva            | Čečenci |
|         | Gruzínská legie                     | Gruzínci |
|         | Oddělení Chamzata Gelajeva          | Čečenci |
|         | Ičkerijský prapor zvláštního určení | Čečenci |
|         | Legie Svobody Ruska                 | Rusové |
|         | Ruský dobrovolnický sbor            | Rusové |
|         | 1. prapor Vovkodav                  | |
|         | 3. prapor zvláštního určení         | |
|         | Prapor Imáma Šámila                 | Dagestánci |
|         | Regiment Pahoňa                     | Bělorusové |
|         | Běloruské dobrovolnické sbory       | Bělorusové |
|         | Karelský národní prapor             | Karelové |
|         | Česká legie                         | Češi |

## Nezařazené cizinecké jednotky (mimo legii)
| nášivka | název                       | popis      |
| ------- | --------------------------- | ---------- |
|         | Prapor Kastuśe Kalinoŭského | Bělorusové |
|         | Prapor šejka Mansúra        | Čečenci    |